# Iowa State Cyclones

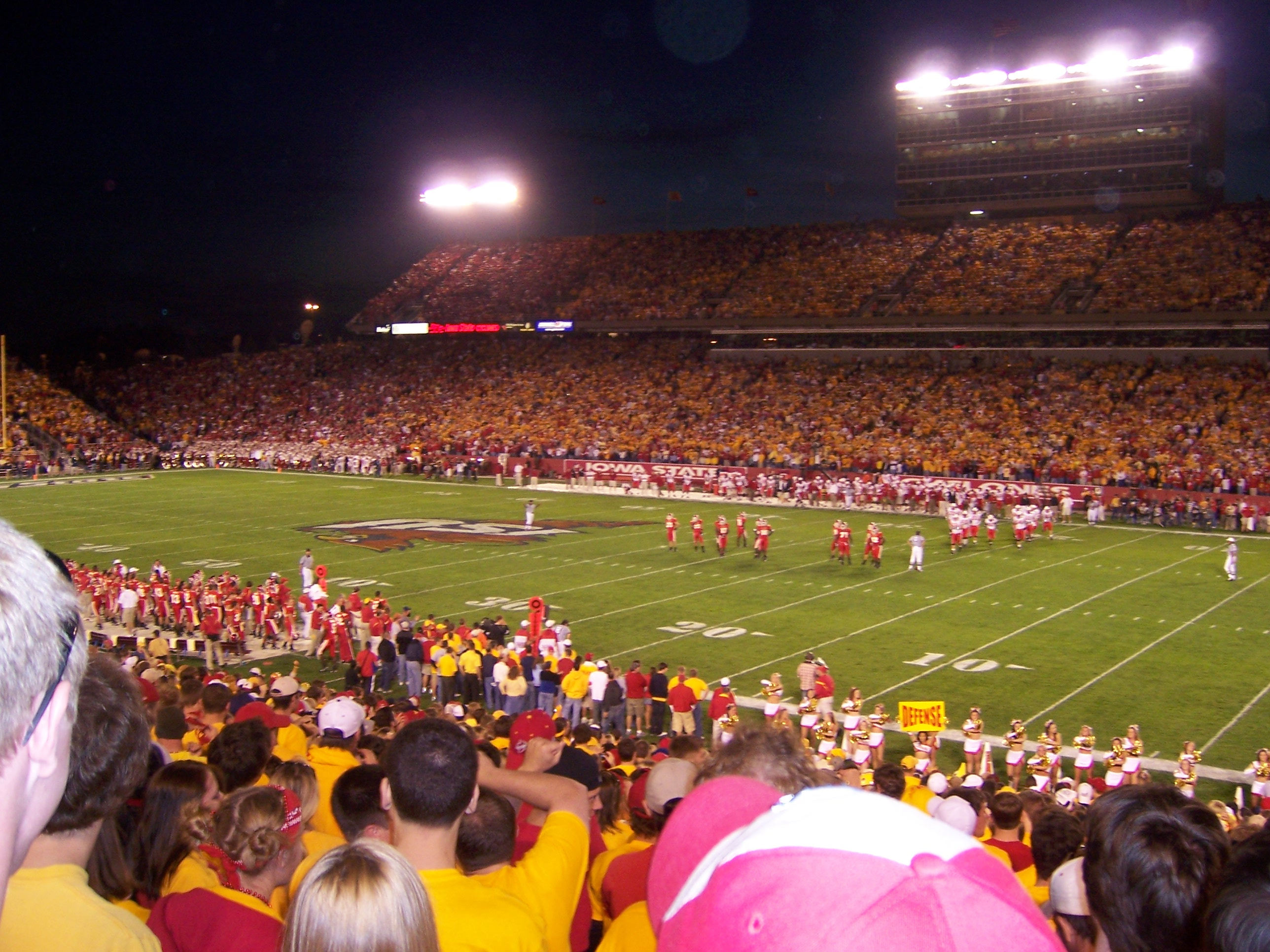
Jack Trice Stadium.

Iowa State Cyclones (español: Ciclones de la Estatal de Iowa) es el equipo deportivo de la Universidad Estatal de Iowa en Ames, Iowa. Los equipos de los Cyclones participan en las competiciones universitarias organizadas por la NCAA, y forma parte de la Big 12 Conference. 

## Deportes
| - Masculino - Baloncesto - Campo a través - Fútbol americano - Golf - Atletismo - Lucha | - Femenino - Baloncesto - Campo a través - Golf - Gimnasia - Fútbol - Softbol - Natación y saltos - Tenis - Atletismo - Voleibol |

## Números retirados
Baloncesto
| Año  | Jugador         | #   |
| ---- | --------------- | --- |
| 1957 | Gary Thompson   | #20 |
| 1968 | Zaid Abdul-Aziz | #35 |
| 1988 | Jeff Grayer     | #44 |
| 1991 | Jeff Hornacek   | #14 |
| 1992 | Waldo Wegner    | #14 |
| 1997 | Fred Hoiberg    | #32 |